# Tereos
Tereos SCA mit rechtlichem Sitz in Origny-Sainte-Benoite und Verwaltung in Moussy-le-Vieux bei Paris ist ein französischer, genossenschaftlich organisierter Zuckerhersteller.
Die Aktivitäten der Gruppe konzentrieren sich auf die Verarbeitung von Zuckerrohr, Zuckerrüben und Getreide in Zucker und Ethanol; außerdem werden Kartoffeln und Maniok zu Stärke verarbeitet.
Tereos vereint etwa 12.000 genossenschaftlich organisierte Landwirte in Frankreich und 22.300 Mitarbeiter in 18 Produktionsstandorten in Europa, Lateinamerika, Afrika und im Indischen Ozean, China und Indonesien. Es ist nach eigenen Angaben der zweitgrößte Zuckerhersteller weltweit sowie der größte Zuckererzeuger in Frankreich und der drittgrößte in Brasilien.

## Hintergrund
Der Ursprung der Gruppe liegt in einer 1932 von lokalen Rübenbauern genossenschaftlich gegründeten Destillerie in Origny in der Picardie, die sich dadurch den Absatz ihrer Zuckerrüben sichern wollten; 1951 wurde die Aktivität auf die Zuckerherstellung ausgeweitet und ab den 1990er Jahren entstand durch die Zusammenlegung mehrerer regionaler Genossenschaften die Union SDA (SDA für Sucrerie Distillerie de l'Aisne). Gleichzeitig begann eine Internationalisierung, mit Beteiligungen in Tschechien (1992) und Brasilien (2000).

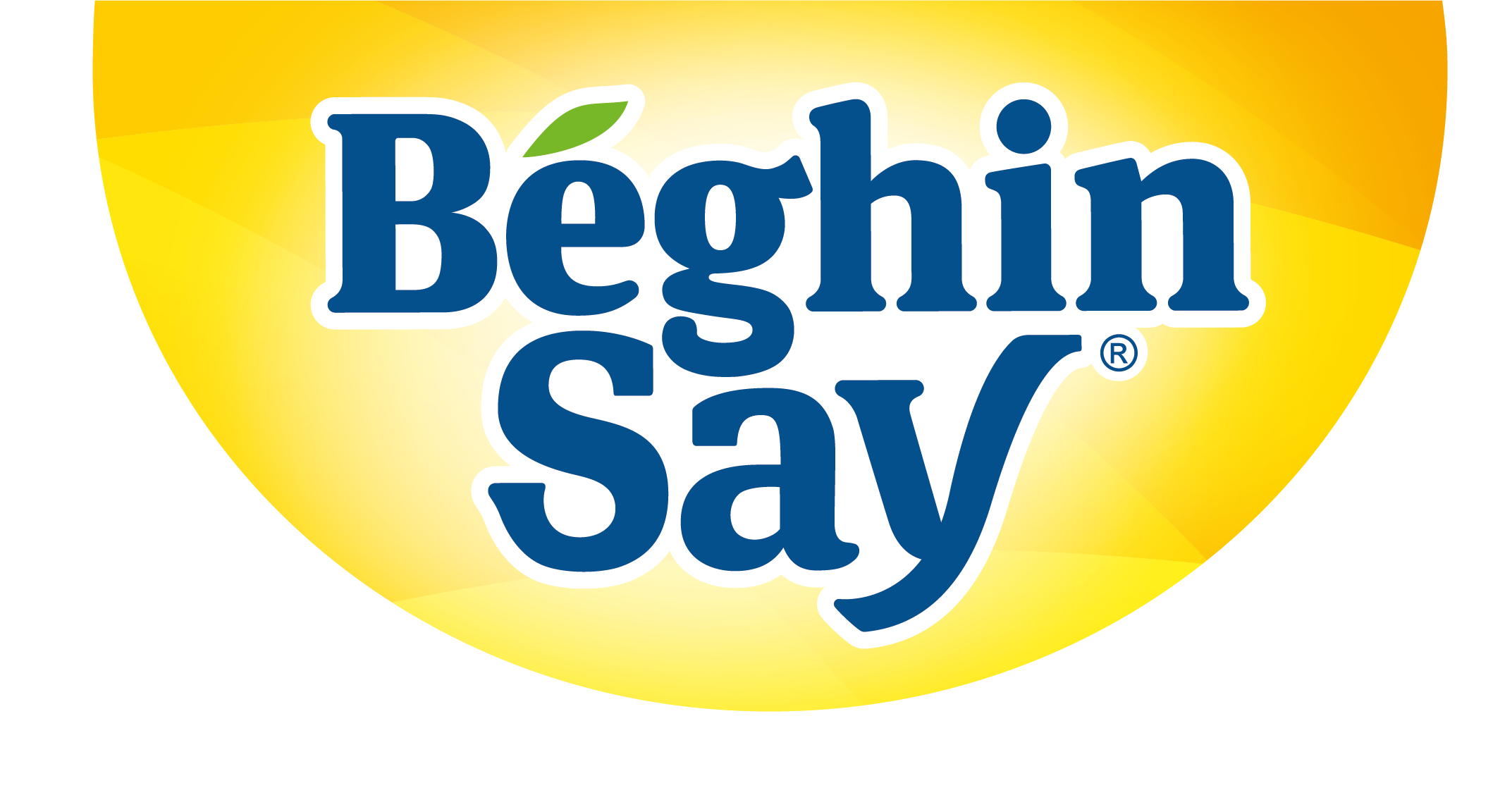
Die von Tereos in Frankreich genutzte Marke Béghin-Say

Tereos entstand im Jahr 2003 nach einer industrieweiten Umstrukturierung des französischen Zuckersektors unter Führung der Union SDA.
Der damalige französische Marktführer Béghin-Say war 2001 von dem Agrarkonzern EBS (Eridania Béghin Say) abgespalten worden und anschließend durch ein Konsortium der genossenschaftlich organisierten Zuckerhersteller Union SDA, SDHF und Cristal Union, sowie den in Union BS genossenschaftlich organisierten Rübenbauern von Béghin-Say übernommen worden, die unter sich die französische Aktiva von Béghin-Say aufteilten. Das Kerngeschäft von Béghin-Say sowie die Marke gingen an Union SDA und Union BS, die dem erworbenen Kerngeschäft von Béghin-Say 2003 fusionierten und 2004 zu Tereos umfirmierten. Mit Erwerb von Béghin-Say gelang Tereos auch in Besitz von Acucar Guarani, dem drittgrößten Zuckerproduzenten in Brasilien.

## Unfall vom April 2020
Im April 2020 ist am Standort Escaudœuvres ein Damm gebrochen und mit zahlreichen organischen Stoffen belastetes Rübenwaschwasser floss in mehrere Gewässer, darunter in die Schelde. Die Anzahl der Fische ging in den betroffenen Abschnitten um 90 % zurück, die Anzahl Fischarten um 50 %. Das Ökosystem hat sich bis heute noch nicht erholt.